# Fuego Infinito
Fuego Infinitio – czwarty album studyjny rapera Kartky. Wydawnictwo ukazało się 11 grudnia 2015 roku nakładem wytwórni QueQuality.
Produkcji nagrań podjęli się HVZX, KPSN, Lanek, Natural Logarithm, Airflake, Kubi Producent oraz Foux.

## Lista utworów
| Nr  | Tytuł utworu                              | Tekst  | Produkcja         | Długość |
| --- | ----------------------------------------- | ------ | ----------------- | ------- |
| 1.  | „Tienes Fuego?”                           | Kartky | HVZX              | 3:32    |
| 2.  | „Horyzonty” (feat. Gres)                  | Kartky | KPSN              | 2:52    |
| 3.  | „Imperial”                                | Kartky | Lanek             | 4:00    |
| 4.  | „Serendipity”                             | Kartky | Natural Logarithm | 4:40    |
| 5.  | „Nie poddaj się” (feat. Red, JNR & Neile) | Kartky | Lanek             | 4:02    |
| 6.  | „Tango & Cash” (feat. Igrekzet)           | Kartky | Airflake          | 3:33    |
| 7.  | „Powiedz mi to” (feat. Emes Milligan)     | Kartky | Kubi Producent    | 4:23    |
| 8.  | „Fuego Infinito”                          | Kartky | Airflake          | 3:17    |
| 9.  | „Smoke”                                   | Kartky | HVZX              | 3:29    |
| 10. | „#wdrodze (cały czas)” (feat. Sarcast)    | Kartky | Airflake          | 5:42    |
| 11. | „Ciii”                                    | Kartky | Foux              | 2:52    |
| 12. | „Daleko od domu”                          | Kartky | HVZX              | 3:31    |
|     |                                           |        |                   | 45:53   |